# Belisana desciscens
Belisana desciscens là một loài nhện trong họ Pholcidae. Loài này được phát hiện ở Trung Quốc.